# Gran Premio Bruno Beghelli
Gran Premio Bruno Beghelli – kolarski wyścig jednodniowy, rozgrywany we Włoszech od 1996. Zaliczany jest do cyklu UCI Europe Tour, w którym od 2014 posiada najwyższą kategorię 1.HC. Start i meta wyścigu znajduje się Monteveglio, w regionie Emilia-Romania.
Rekordzistą pod względem liczby zwycięstw jest Włoch, Stefano Zanini, który dwukrotnie stawał na najwyższym stopniu podium. Najlepszym rezultatem osiągniętym w wyścigu przez Polaka było 4. miejsce zajęte przez Przemysława Niemca w 2012 roku.

## Lista zwycięzców
- 2019  Sonny Colbrelli
- 2018  Bauke Mollema
- 2017  Luis León Sánchez
- 2016  Nicola Ruffoni
- 2015  Sonny Colbrelli
- 2014  Valerio Conti
- 2013  Leonardo Duque
- 2012  Nicki Sørensen
- 2011  Filippo Pozzato
- 2010  Dario Cataldo
- 2009  Francisco Ventoso
- 2008  Alessandro Petacchi
- 2007  Damiano Cunego
- 2006  Sergio Marinangeli
- 2005  Murilo Fischer
- 2004  Danilo Hondo
- 2003  Luca Paolini
- 2002  Gianluca Bortolami
- 2001  Andrei Tchmil
- 2000  Marco Serpellini
- 1999  Michael Boogerd
- 1998  Stefano Zanini
- 1997  Stefano Zanini
- 1996  Mario Cipollini